# 阿龙山河
阿龙山河（鄂温克语：ᠠᠴᠢᠶᠠᠩ
ᠠᠰᠠᠯᠢᠶᠸ
ᠪᠢᠷᠠ，转写：Aqqiang asalie biraa）也称乌鲁古气河，位于中国内蒙古自治区根河市境内，是激流河右岸支流，发源于根河市东部大兴安岭西北麓稚鸡场山西麓，蜿蜒向西南流至阿龙山镇北汇入激流河。河长86千米，流域面积1500平方千米。年均径流量2.77亿立方米。阿龙山河地处大兴安岭西北坡原始森林区，森林覆盖率达75%，绝大部分尚未开放，仍保持原始生态。